# باشگاه فوتبال پارس جنوبی جم در فصل ۹۹–۱۳۹۸
باشگاه فوتبال پارس جنوبی جم در فصل ۹۹–۱۳۹۸، در نوزدهمین دورهٔ رقابت‌های لیگ برتر فوتبال ایران (جام خلیج فارس) حضور دارد. این سومین حضور پارس جنوبی جم در این رقابت‌ها است. همچنین این مسابقات سی و چهارمین دورهٔ از بالاترین دسته لیگ در فوتبال ایران می‌باشد. این تیم همچنین در این فصل در سی و سومین دورهٔ جام حذفی فوتبال ایران حضور دارد.

## بازیکنان

### ترکیب تیم در لیگ برتر پارس جنوبی
| شماره |       | نقش       | بازیکن         |
| ----- | ----- | --------- | -------------- |
| ۱     | ایران | دروازه‌بان | رحمان احمدی    |
| ۶     | ایران | مدافع     | میثم نقی‌زاده   |
| ۱۲    | ایران | دروازه‌بان | علی حاجی‌وند    |
| ۱۴    | ایران | هافبک     | محمد نوری      |
| ۲۸    | ایران | هافبک     | نیما انتظاری   |
| ۷۰    | ایران | مدافع     | محسن خاکسار    |
| ۹۰    | ایران | مهاجم     | شهرام گودرزی   |
|       | ایران | مهاجم     | علی جمشیدزایی  |
|       | ایران | مدافع     | متین کریم‌زاده  |
|       | ایران | مدافع     | ابوالفضل علایی |
|       | ایران | مهاجم     | فرزاد حاتمی    |
|       | ایران | مدافع     | فریبرز گرامی   |
|       | ایران | هافبک     | محمود شفیعی    |
|       | ایران | هافبک     | ایمان باصفا    |

| شماره |       | نقش       | بازیکن          |
| ----- | ----- | --------- | --------------- |
|       | ایران | دروازه‌بان | مسعود پورمحمد   |
|       | ایران | مهاجم     | محمد ابراهیمی   |
|       | ایران | مدافع     | محمد اهل شاخه   |
|       | ایران | مدافع     | مهدی ترکمان     |
|       | ایران | مدافع     | جلال عبدی       |
|       | ایران | مهاجم     | پوریا آریاکیا   |
|       | ایران | مدافع     | محمد پورشاکر    |
|       | ایران | مدافع     | حسن حاجب        |
|       | ایران | دروازه‌بان | علی ملایی       |
|       | ایران | مدافع     | پیمان شیرزادی   |
|       | ایران | مهاجم     | حامد پاکدل      |
|       | ایران | مدافع     | ابوالفضل قربانی |
|       | ایران | مهاجم     | رضا خالقی‌فر     |
|       | ایران | مدافع     | علی عبدالله‌زاده |

## رقابت‌ها

### بررسی مسابقات
| رقابت    | اولین بازی | آخرین بازی | شروع دور   | آمار | آمار | آمار | آمار | آمار | آمار | آمار | آمار   |
| رقابت    | اولین بازی | آخرین بازی | شروع دور   | بازی | ب    | ت    | ش    | گ‌ز   | گ‌خ   | ت‌گ   | % برد  |
| -------- | ---------- | ---------- | ---------- | ---- | ---- | ---- | ---- | ---- | ---- | ---- | ------ |
| لیگ برتر | نامشخص     | نامشخص     | هفته اول   | ۲    | ۰    | ۱    | ۱    | ۰    | ۱    | ۱−   | ۰۰۰٫۰۰ |
| جام حذفی | نامشخص     | نامشخص     | ۱/۳۲ نهایی | ۰    | ۰    | ۰    | ۰    | ۰    | ۰    | ۰+   | —      |
| مجموع    | مجموع      | مجموع      | مجموع      | ۲    | ۰    | ۱    | ۱    | ۰    | ۱    | ۱−   | ۰۰۰٫۰۰ |

آخرین به‌روزرسانی در: ۱ ژوئیه ۲۰۱۹.

منبع: رقابت‌ها

### لیگ برتر

#### جایگاه در جدول
| رتبه | تیم     | بازی | برد | مساوی | باخت | گل زده | گل خورده | گل تفاضل | امتیاز | صعود یا سقوط                  |
| ---- | ------- | ---- | --- | ----- | ---- | ------ | -------- | -------- | ------ | ----------------------------- |
| ۱۲   | ذوب‌آهن  | ۳۰   | ۷   | ۹     | ۱۴   | ۳۱     | ۳۹       | ۸−       | ۳۰     |                               |
| ۱۳   | پیکان   | ۳۰   | ۶   | ۱۱    | ۱۳   | ۳۸     | ۴۴       | ۶−       | ۲۹     |                               |
| ۱۴   | سایپا   | ۳۰   | ۵   | ۱۴    | ۱۱   | ۲۴     | ۳۵       | ۱۱−      | ۲۹     |                               |
| ۱۵   | پارس جم | ۳۰   | ۴   | ۱۵    | ۱۱   | ۲۰     | ۳۰       | ۱۰−      | ۲۷     | سقوط به لیگ آزادگان ۱۴۰۰–۱۳۹۹ |
| ۱۶   | شاهین   | ۳۰   | ۴   | ۱۰    | ۱۶   | ۲۶     | ۵۷       | ۳۱−      | ۲۲     | سقوط به لیگ آزادگان ۱۴۰۰–۱۳۹۹ |

#### دست‌آوردها در خانه و بیرون
| مجموع | مجموع  | مجموع | مجموع | مجموع | مجموع | مجموع | مجموع | خانه | خانه | خانه | خانه | خانه | خانه | مهمان | مهمان | مهمان | مهمان | مهمان | مهمان |
| بازی  | امتیاز | پ     | ت     | ش     | گ‌ز    | گ‌خ    | ت‌گ    | پ    | ت    | ش    | گ‌ز   | گ‌خ   | ت‌گ   | پ     | ت     | ش     | گ‌ز    | گ‌خ    | ت‌گ    |
| ----- | ------ | ----- | ----- | ----- | ----- | ----- | ----- | ---- | ---- | ---- | ---- | ---- | ---- | ----- | ----- | ----- | ----- | ----- | ----- |
| ۲     | ۱      | ۰     | ۱     | ۱     | ۰     | ۱     | −۱    | ۰    | ۱    | ۰    | ۰    | ۰    | ۰    | ۰     | ۰     | ۱     | ۰     | ۱     | −۱    |

آخرین بروزرسانی: ۴ ژوئن ۲۰۱۹

منبع: سازمان لیگ

پ = پیروزی؛ ت = تساوی؛ ش = شکست؛ گ‌ز = گل زده؛ گ‌خ = گل خورده؛ ت‌گ = تفاضل گل

#### نتایج در هر بازی
| هفته    | ۱  | ۲  | ۳ | ۴ | ۵ | ۶ | ۷ | ۸ | ۹ | ۱۰ | ۱۱ | ۱۲ | ۱۳ | ۱۴ | ۱۵ | ۱۶ | ۱۷ | ۱۸ | ۱۹ | ۲۰ | ۲۱ | ۲۲ | ۲۳ | ۲۴ | ۲۸ | ۲۷ | ۲۵ | ۲۶ | ۲۹ | ۳۰ |
| ------- | -- | -- | - | - | - | - | - | - | - | -- | -- | -- | -- | -- | -- | -- | -- | -- | -- | -- | -- | -- | -- | -- | -- | -- | -- | -- | -- | -- |
| زمین    | ب  | خ  |   |   |   |   |   |   |   |    |    |    |    |    |    |    |    |    |    |    |    |    |    |    |    |    |    |    |    |    |
| دست‌آورد | ش  | م  |   |   |   |   |   |   |   |    |    |    |    |    |    |    |    |    |    |    |    |    |    |    |    |    |    |    |    |    |
| جایگاه  | ۱۳ | ۱۴ |   |   |   |   |   |   |   |    |    |    |    |    |    |    |    |    |    |    |    |    |    |    |    |    |    |    |    |    |

زمین: ب = بیرون از خانه، خ = داخل خانه. دست‌آورد: پ = پیروزی، ش = شکست، م = مساوی، ع = به تعویق افتاده.